# Львівсвітло
«Львівсвітло» (повна офіційна назва — «Львівське комунальне підприємство „Львівсвітло“», скорочена — «ЛКП „Львівсвітло“») — комунальне підприємство, що перебуває у власності територіальної громади міста Львів; міський монополіст у сфері вуличного освітлення.
«Підприємство року 2010» за версією Міжнародного економічного рейтингу «Ліга кращих».
Станом на 2001 рік штат підприємства налічував близько 150 працівників.

## Історія
Підприємство бере свій початок у післявоєнні роки в часи швидкої індустріалізації Львова, яка зумовлена четвертою пятирічкою. Так, на республіканському рівні, у законі про п'ятирічний план відбудови і розвитку народного господарства УРСР на 1946—1950 рр., було визначено пріорітет — перетворити місто Львів на великий індустріальний центр України.
З метою невідкладного втілення поставлених завдань, міським органам влади Львова було доручено провести заходи, зокрема і по подальшому поліпшенню благоустрою міста. 13 грудня 1949 року рішенням виконавчого комітету Львівської міської Ради депутатів трудящих було утворено контору по вуличному освітленню (пізніше іменовану трестом). Новостворену організацію віддали у безпосереднє підпорядкування Львівміськкомунгосп.
До сфери діяльності новоствореного підприємства було віднесено надання послуг з утримання мереж вуличного освітлення міста, а також виконання робіт по поточному та капітальному ремонту усіх об'єктів зовнішнього освітлення міста, підприємств та організацій.
У 1956-1960-ті роки, вже шостий п'ятирічний план, передбачав встановлення у Львові 7200 електроліхтарів денного світла і освітлення 530 вулиць.
Станом на 1 січня 1963 року у Львові було встановлено майже 10 тисяч світлоточок.
А вже станом на 2009 рік «Львівсвітло» забезпечувало роботу шести експлуатаційно-технічних районів мереж зовнішнього освітлення, які обслуговували понад 24 тисячі світильників і прожекторів різних потужностей 15 одиницями спецавтотехніки.

## Проєкти
Серед важливих проєктів підприємства були: світлове оформлення національного музею, будинку вчителя, аеропорту, пам'ятника І. Франку, музею етнографії, театру опери та балету, центральної алеї на проспекті Свободи, встановлення світильників на площі Ринок та ін.

## Музей електричних ламп
На території «Львівсвітло» розташований єдиний в Україні музей історії електричних ламп.
Його було відкрито у 2019 році з нагоди 70-річчя роботи підприємства.

## Додаткова література
- Медведєв Д. Т., Санін В. Ю. Кому відати зовнішнім освітленням? [Досвід роботи тресту «Львівсвітло»] // Міське господарство України, 1969, № 3, С. 4—5
- Верба Е. А., Шапиро Л. П. Опыт работы предприятия «Львовсвет» // Светотехника[ru], 1971, № 5, С. 21—22
- Сенин В. Ю. Курс на повышение эффективности производства (Из опыта работы обл. предприятия электросетей наружного освещения «Львовсвет») // Серия: Благоустройство и озеленение городов: информ. бюл., № 67 / М-во коммун. хоз. УССР, Центр. бюро науч.-техн. и экон. информации, 1972